# ゆるキャン△ (アニメ)
『ゆるキャン△』は、あfろによる同名の漫画を原作とした日本のアニメ作品。

## 略歴
テレビアニメ第1期が2018年1月から3月にかけてAT-Xほかにて放送された。
ショートアニメ『へやキャン△』は、2020年1月から3月まで同局ほかにて、約5分枠の短編テレビアニメとして放送された。
テレビアニメ第2期『ゆるキャン△ SEASON2』（ゆるキャン シーズンツー）は2021年1月から4月まで同局ほかにて放送された。
劇場アニメ『映画 ゆるキャン△』は、2022年7月1日に公開された。
テレビアニメ第3期『ゆるキャン△ SEASON3』（ゆるキャン シーズンスリー）は2024年4月から6月までAT-Xほかにて放送された。
テレビアニメ第4期『ゆるキャン△ SEASON4』は、同年11月9日に制作が発表された。

## 登場人物
- 志摩リン - 東山奈央[11]
- 各務原なでしこ - 花守ゆみり[11]
- 大垣千明 - 原紗友里[11]
- 犬山あおい - 豊崎愛生[11]
- 斉藤恵那 - 高橋李依[11]
- 土岐綾乃 - 黒沢ともよ[12]
- 各務原桜 - 井上麻里奈[11]
- 鳥羽美波 - 伊藤静[12]
- 犬山あかり - 松田利冴[12]
- 瑞浪絵真 - 指出毬亜[13]
- 中津川メイ - 天野心愛[13]
- ナレーション - 大塚明夫[11]

## 劇中に登場する観光地・宿泊地
本作品では山梨・長野・静岡県を中心に、各地の実在するさまざまな観光地・宿泊地が登場している。このページではテレビアニメでのみ登場した場所を記述する。
山梨県
- 精進湖（第3期第1話）- リンがソロキャンプをするために訪れる。

静岡県
- 浜松市（第3期第2話）- 綾乃が持参したココアを飲むためにバイクで浜名湖グライダースクールをモデルとした高台を訪れる。
- 湖西市（第3期第2話） - 綾乃がキャンパルショップ弁天島店をモデルとしたキャンプ用品店に行き、新しいキャンプ道具を購入する。

愛知県
- 東栄駅（第3期第1話）- 小学4年生の頃のリンが祖父の新城肇に会うために下車する。
- 矢作ダム（第3期第1話）- 社会の教科書でダムに興味を持ったリンのリクエストで肇が連れて行く。
- 道の駅どんぐりの里いなぶ（第3期第1話）-リンがカステラを購入する。
- 井山展望台（第3期第1話）- リンと肇がホットミルクとカステラを食べるために訪れる。なお、2024年4月5日地点では立入禁止となっている。
- 田原市（第3期第2話）- 綾乃がキャンプ用品店で購入したポケットストーブでココアを温めるために伊良湖を訪れる。

## スタッフ
|                                             | 第1期                                         | 第2期                                | ショートアニメ                       | 第3期                                                |
| ------------------------------------------- | --------------------------------------------- | ------------------------------------ | ------------------------------------ | ---------------------------------------------------- |
| 原作                                        | あfろ                                         | あfろ                                | あfろ                                | あfろ                                                |
| 監督                                        | 京極義昭                                      | 京極義昭                             | 神保昌登                             | 登坂晋                                               |
| シリーズ構成                                | 田中仁                                        | 田中仁                               | 伊藤睦美                             | ピエール杉浦                                         |
| キャラクターデザイン                        | 佐々木睦美                                    | 佐々木睦美                           | 佐々木睦美                           | 橋本尚典                                             |
| 総作画監督                                  | 佐々木睦美                                    | 佐々木睦美                           | 佐々木睦美                           | 「各話リスト」参照                                   |
| 総作画監督                                  | N/A                                           | 渡邉亜彩美 （第6話以降）             | N/A                                  | 「各話リスト」参照                                   |
| プロップデザイン プロップ作画監督 （第1期） | 山岡奈保子                                    | 山岡奈保子                           | 山岡奈保子                           | 豊田暁子 興津香織                                    |
| プロップデザイン プロップ作画監督 （第1期） | N/A                                           | 井本美穂、堤谷典子                   | N/A                                  | 豊田暁子 興津香織                                    |
| メカ作画監督                                | 丸尾一                                        | N/A                                  | N/A                                  | N/A                                                  |
| メカデザイン                                | 遠藤大輔                                      | 遠藤大輔                             | N/A                                  | 稲田航                                               |
| メカデザイン                                | N/A                                           | 丸尾一                               | N/A                                  | 稲田航                                               |
| 美術監督                                    | 海野よしみ                                    | 海野よしみ                           | 海野よしみ                           | 権瓶岳斗                                             |
| 色彩設計                                    | 水野多恵子                                    | 水野多恵子                           | 水野多恵子                           | 長谷川美穂                                           |
| 撮影監督                                    | 田中博章                                      | 田中博章                             | 田中博章                             | 小川克人                                             |
| 3DCGCGディレクター（第3期）                 | 平川典史                                      | 平川典史                             | N/A                                  | 広沢範光                                             |
| 編集                                        | 黒澤雅之                                      | 黒澤雅之                             | N/A                                  | N/A                                                  |
| 音響監督                                    | 高寺たけし                                    | 高寺たけし                           | 高寺たけし                           | 高寺たけし                                           |
| 音楽                                        | 立山秋航                                      | 立山秋航                             | 立山秋航                             | 立山秋航                                             |
| 音楽制作                                    | MAGES.                                        | MAGES.                               | MAGES.                               | MAGES.                                               |
| 音楽プロデューサー                          | 村上純                                        | 村上純                               | 村上純                               | 高井麗                                               |
| チーフプロデューサー                        | 安藤盛治                                      | N/A                                  | N/A                                  | 安藤盛治                                             |
| プロデューサー                              | 小林宏之、渡瀬昌太、百田英生、下里悟          | 小林宏之、渡瀬昌太、百田英生、下里悟 | 小林宏之、渡瀬昌太、百田英生、下里悟 | 小林宏之、渡瀬昌太、百田英生、下里悟                 |
| プロデューサー                              | 宮城惣次                                      | 宮城惣次                             | 宮城惣次                             | 和田薫、小澤文啓、肥沼侑里、真田淳史、淡路徹、奥村葉 |
| プロデューサー                              | 和田薫、杉多久磨、多田祐一 岡村武真、木村香織 | 安藤盛治、奥村葉、松田穣             | 遠藤恭子、隈元優介                   | 和田薫、小澤文啓、肥沼侑里、真田淳史、淡路徹、奥村葉 |
| プロデューサー                              | 和田薫、杉多久磨、多田祐一 岡村武真、木村香織 | 松村俊輔                             |                                      | 和田薫、小澤文啓、肥沼侑里、真田淳史、淡路徹、奥村葉 |
| プロデューサー                              | 和田薫、杉多久磨、多田祐一 岡村武真、木村香織 | 大和田智之                           |                                      |                                                      |
| アニメーション プロデューサー               | 丸亮二                                        | 丸亮二                               | 丸亮二                               | 大竹聖                                               |
| スーパーバイザー                            | N/A                                           | N/A                                  | 京極義昭                             | 生原雄次                                             |
| 制作プロデュース                            | N/A                                           | DeNAコンテンツ企画部                 | DeNAコンテンツ企画部                 | N/A                                                  |
| プロデュース                                | N/A                                           | N/A                                  | 堀田将市                             | N/A                                                  |
| アニメーション制作                          | C-Station                                     | C-Station                            | C-Station                            | エイトビット                                         |
| 製作                                        | 野外活動サークル                              | 野外活動委員会                       | 野外活動委員会                       | 野外活動プロジェクト                                 |

## 作風・構成
基本的に原作に沿った内容で、第1期は原作単行本第1巻から第4巻までの内容に準じた内容が映像化され、劇中では11月から12月までの約2か月間が描かれる。第2期は原作単行本第5巻から第9巻まで準じた内容が映像化され、12月の月末から翌年3月の上旬まで描かれる。第3期は原作単行本第10巻から第14巻まで準じた内容が映像化され、3月の中旬頃から4月の上旬（主要人物たちが高校2年の進級後の登校日）まで描かれる。原作の会話内のみで言及されていた出来事にも描写を割くなど、テレビアニメ版独自の場面もあるものの、原作者のあfろとも相談のうえ、原作の作風に馴染むように注意を払ったとしている。番外編『へやキャン△』のエピソードは各話エンディング後のCパートという形で扱われているほか、オープニングアニメーションでも原作の放課後第24話に登場した、なでしこの空想内に登場する空飛ぶテントが、サビの部分で大きく扱われている。第2期ではCパートの『へやキャン』のタイトル名を、犬山あおいをメインとしたタイトル『イヌイヌイヌ子さん』（志摩リンの場合は『しましましまりん』）の名前で変更されており、内容は単行本番外編の『へやキャン』と同じ内容となっている。第3期のCパートは単行本番外編の『へやキャン』ではなく原作の内容を少しだけ流すシーンに変更となった。
各話の次回予告後には、実際にキャンプを行うにあたっての注意書きが「△ キャンプを楽しむときは… △」というタイトルで、劇中のワンシーンとともに挿入されている。
ショートアニメでは、野外活動サークルのメンバーが山梨県内の各地を巡る内容となる。時系列は12月の2学期の授業が終えた終業式の日の中旬頃から24日までの間となっている。

## 製作
第1期のアニメ化は、『まんがタイムきららフォワード』2017年3月号で発表された。同誌の同年8月号で放送時期や主要スタッフの情報といった続報が発表された後、開設されたテレビアニメ版公式サイトでも情報が逐次公開された。
監督をはじめとするスタッフはモデルとなったキャンプ地を実際に訪れ、冬の寒空の中でキャンプを一通り体験するなど、キャラクターたちと同じシチュエーションでのロケハンを10回以上行なったという。監督の京極義昭は、自分が実際にキャンプをしたり、作中の食事を食べてみたくなるような雰囲気をアニメでも再現するには、実際にロケハンを行って同じ食べ物を実際に調理する必要があったとしている。BD/DVDの販売を手掛けるフリューのアニメ事業推進部の和田薫は、「映像を見ているだけで、まるで自分が体験しているような気分になるところが本作品の魅力の一つ」としている。
2018年10月7日には、イベント「秘密結社ブランケット入団説明会 2018 Autumn」にて、テレビアニメ第2期、ショートアニメ、劇場アニメの制作がそれぞれ発表された。2020年3月23日のショートアニメ終了後には、第2期のタイトルと放送時期の告知、2枚のティザービジュアルの公開がなされた。
ショートアニメでは音楽の立山秋航により、シーンに合わせて音楽を制作する「フィルムスコアリング方式」が採用されている。これは劇伴制作前に映像の多くが完成したことから実現した。
2022年10月22日に開催された劇場アニメの最終舞台挨拶「映画『ゆるキャン△』舞台挨拶ザ・ファイナル」内にてテレビアニメ第3期の制作が発表され、同時にあfろによる記念イラストも公開された。2023年7月9日には放送時期の告知やアニメーション制作会社および一部メインスタッフの変更が発表された。
AT-X・TOKYO MX・BS11では、第3期放送前の特別番組として『TVアニメ『ゆるキャン△ SEASON3』放送直前 〜「ゆるキャン△」へようこそ〜新メンバー歓迎スペシャル』が、2024年3月28日より順次放送された。出演は原紗友里（大垣千明役）、指出毬亜（瑞浪絵真役）、天野心愛（中津川メイ役）。なお、同番組内で指出と天野が追加キャストとして発表された。
同年11月9日に開催されたテレビアニメ第3期のイベント「『ゆるキャン△ SEASON3』SPイベント ゆるキャンパーの集い」内にてテレビアニメ第4期の制作が発表され、同時にあfろからの記念イラストとコメントも公開された。

## 主題歌

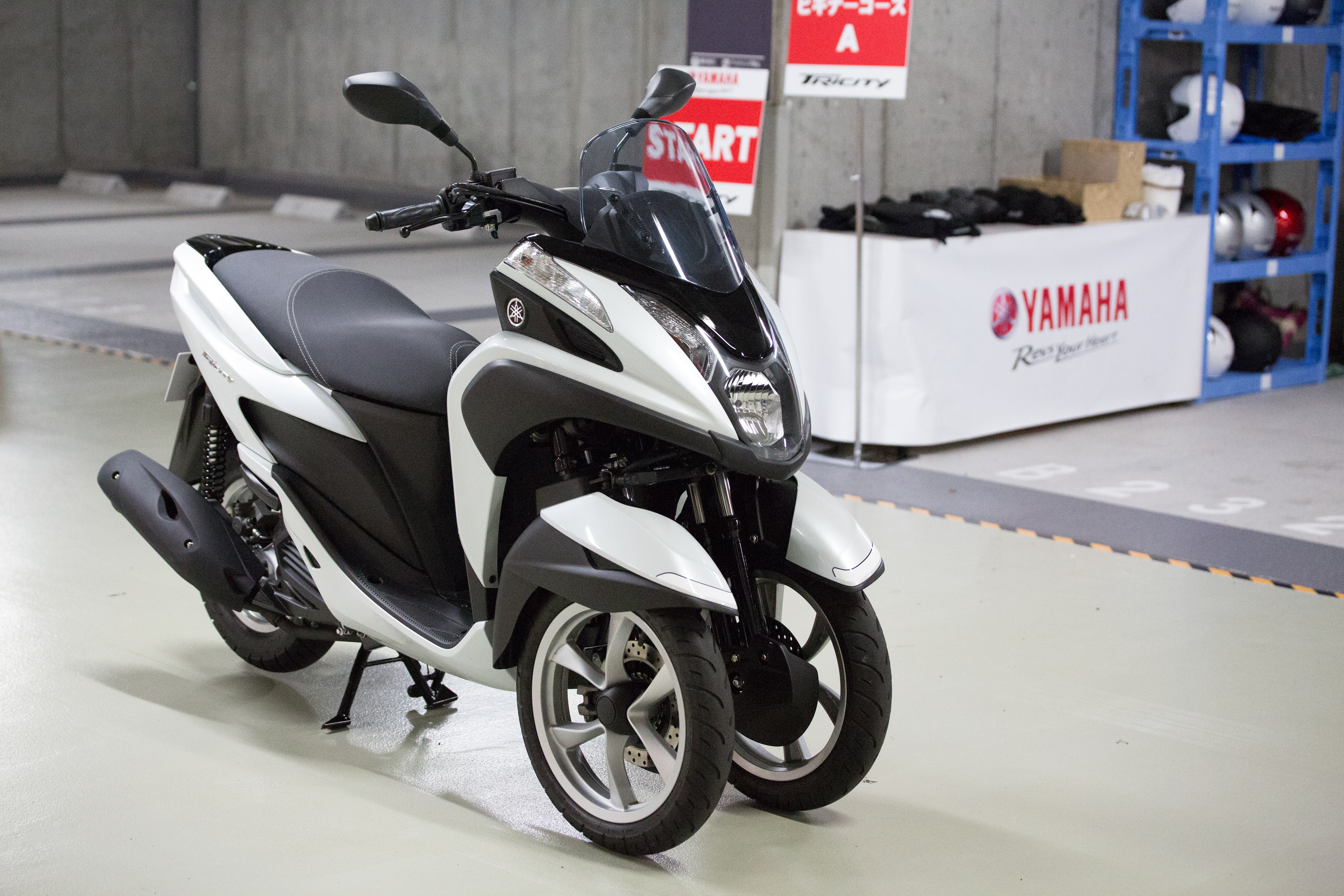
へやキャン△ スペシャルエピソードにて、ヤマハ発動機とのタイアップで登場した、三輪バイクのトリシティの一例。

### ゆるキャン△
「SHINY DAYS」
亜咲花による第1期オープニングテーマ。作詞は永塚健登、作曲は新田目翔、編曲は悠木真一。
「ふゆびより」
佐々木恵梨による第1期エンディングテーマ。作詞は佐々木恵梨、作曲と編曲は佐々木恵梨と中村ヒロ。
「Seize The Day」
亜咲花による第2期オープニングテーマ。作詞・作曲は永塚健登、編曲は立山秋航。
「はるのとなり」
佐々木恵梨による第2期エンディングテーマ。作詞は佐々木恵梨、作曲と編曲は佐々木恵梨と中村ヒロ。
「レイドバックジャーニー」
キミのねによる第3期オープニングテーマ。作詞はつむぎしゃちと久下真音、作曲と編曲は久下真音。
「So Precious」
亜咲花による第3期エンディングテーマ。作詞は佐々木恵梨、作曲と編曲は佐々木恵梨と中村ヒロ。
「この場所で。」
屋内活動サークルによる第2期第7話挿入歌。作詞・歌唱は亜咲花、作曲・編曲は立山秋航。
楽曲自体は新型コロナウイルス感染拡大に伴う新型インフルエンザ等緊急事態宣言発令中の2020年5月に行われた「おうちで、キャンプ。うちキャン△ペーン」のテーマ曲として、亜咲花・佐々木・立山の3人で「屋内活動サークル」を結成し楽曲を制作、YouTubeで動画配信された。この時は作詞した亜咲花が声帯ポリープの除去手術の直後だったため、佐々木恵梨が歌唱を担当したが、アニメ挿入歌として用いるにあたり、改めて亜咲花の歌唱で再収録されている。

### へやキャン△
「The Sunshower」
亜咲花による主題歌。作詞・作曲は佐々木恵梨、編曲は中村ヒロが担当した。

## 反響
テレビアニメ第1期放送開始前は制作会社・C-Stationが有名ではなく、監督・京極義昭も初監督作品だったこともあり、dアニメストアが放送直前に実施した「『今期何見る？』2018冬アニメ人気投票」と題したユーザー投票ではランク外となっていた。
しかし、テレビアニメが放送されるとナレーションを務める大塚明夫の渋さや、作者自身のアウトドア経験・取材をもとに作品内に取り入れられたキャンプノウハウ、作中の美しい自然描写が話題となり、2018年を代表する大ヒットアニメの1つとなった。さらにアニメ放送開始後にソロキャンプを行う人口が増加し、「キャンプブームの火付け役」といわれるようになっている。
身延町は令和元年度の歳出予算に「ゆるキャン△オリジナルデザイン製作業務委託費」として88万円を計上した他、「ゆるキャン△関連予算」と称し、旧下部中学校の防火施設点検業務ならびに防火施設設置改修業務を委託するための管理費59万2000円と部室の再現やWi-Fi設置業務の委託、屋外の洗い場設置のための事業費307万9000円を計上した。

## 地域活性化・地域経済効果
| 年度 | 寄付件数 | 寄付金額     | 備考                                          |
| ---- | -------- | ------------ | --------------------------------------------- |
| 2013 | 21件     | 6,210,000円  |                                               |
| 2014 | 25件     | 3,674,000円  |                                               |
| 2015 | 40件     | 4,585,000円  |                                               |
| 2016 | 30件     | 3,405,000円  |                                               |
| 2017 | 361件    | 27,195,000円 | 2018年1月アニメ第1期放送                      |
| 2018 | 465件    | 18,605,000円 |                                               |
| 2019 | 500件    | 20,957,000円 | 2020年1月ショートアニメ およびドラマ第1期放送 |
| 2020 | 728件    | 28,532,000円 | 2021年1月アニメ第2期放送                      |
| 2021 | 1,303件  | 33,351,001円 | 2021年4月ドラマ第2期放送                      |
| 2022 | 940件    | 39,798,000円 | 2022年7月映画公開                             |
| 2023 | 1,047件  | 44,228,000円 |                                               |

山梨大学と山梨中銀経営コンサルティング（山梨中央銀行系列）は2018年10月から12月にかけてアニメ『ゆるキャン△』が及ぼした山梨県の経済効果を調査し、2019年2月に報告書を発表した。
イベントの参加人数は「ゆるくないスタンプラリー・ゆるく楽しむスタンプ△ミッション」は5,000人、「秘密結社ブランケット音楽祭」と「グビ姉の利き酒会第一回」の参加者は各600人。また、先述のイベント開催による直接経済効果は約8582万円とされており、「秘密結社ブランケット音楽祭」に参加した1人あたりの消費額は25,152円（参加費9,000円を除くと16,152円）と2017年の山梨県平均観光消費額（12,851円）を大きく上回っている。朝日新聞によれば「ファン心理として『好きな作品のモデル地でお金を使いたい』という気持ちが働くため」とのことである。
地域住民を対象に実施したアンケートでは「『ゆるキャン△』が地域のイメージアップにつながっていると思うか」との質問に対しては、「そう思う」「ややそう思う」という回答が98%を占めており、「『ゆるキャン△』を通じて地域への愛着が増加したか」との質問に対しては、「とても増加した」「やや増加した」という回答が83%を占めている結果となっている。
本作品の主な舞台である山梨県南巨摩郡身延町の関係者によれば、「これまで身延、下部、中富の旧町の人々が一つにまとまることは難しかったが、『ゆるキャン△』をきっかけに、これまで何となく存在していた『旧町意識のカベ』が取り払われた」とのことである。また、「地域の若い人々の交流はそれほど活発ではなかったが、『ゆるキャン△』をきっかけに、明らかに若い人々の間に連帯感が生まれた」とも述べられている。
原作第1話で登場した本栖湖の「浩庵キャンプ場」では冬季のキャンプ利用者が3倍に増加したほか、原作第10話 - 第12話で登場した四尾連湖のキャンプ場「水明荘」もアニメ第1期放送前は利用者がいない日もあったが、放送後は週末を中心に利用者が増加している。また、本件はカナダのアニメ紹介サイト『Anime News Network』でも取り上げられている。
身延町へのふるさと納税は、2017年度（2017年3月から2018年3月）が前年度と比べて件数が約12倍、納税額が約8倍に増加している。翌2018年度はふるさと納税の返礼抑制もあって前年度と比べて金額は減ったが件数は増えており、2019年度は前年と比べて件数も納税額も増加している。

## 評価
ライターの小林白菜は「キャンプでの人と人の『生の交流』の素晴らしさと同時に、SNSで『どこにいても繋がれる』ことで生まれる喜びもまた、見事な演出によって描かれている」と述べている。また、小林は大塚明夫のナレーションについて「あの渋い低音ボイスが流れて最初は面食らったが、いまでは彼（大塚）のナレーションがなければ『ゆるキャン△』とは言えないほど、なくてはならないものになっている」とも述べている。
フリーライターの苫とり子は本作品の魅力について「誰一人として自分の好きなことや楽しみ方を他の人に強要しない」点を挙げており、「もし『ゆるキャン△』がグルキャンの魅力を押し売りするだけの作品だったらここまでの人気にはならなかった」とも述べている。
ライターのnissyは本作品でされている工夫について「『ゆるキャン△』ではリズミカルな小ネタと『次のキャンプまでにそれぞれのキャラクターが新しい道具や趣味を獲得する』というレベルアップのようなステップを積み重ねることで、日常系アニメの宿命であるマンネリ化を上手く防ぐことに成功している」と述べている。
アニメ評論家の藤津亮太は志摩リンと各務原なでしこを「とても現代的な関係性」と評しており、その理由として「リンは1人でキャンプをするのが好きな一方、なでしこは野クルのメンバーとともにアウトドアを楽しんでいる。でもこの2人はとてもこまめにスマフォで写真やメッセージをやりとりし、自分の見た驚きや感動や笑ってしまいそうという気持ちを共有しているから」と述べている。なお、藤津は年間企画「藤津亮太の『2018年ベストアニメTOP10』」に本作品を選出している。
アメリカのビデオゲームウェブサイト『Polygon』は本作品を2010年代最高のアニメの1つに挙げ、「究極の快適さ、スライスオブライフアニメ」と表現している。アメリカの配信サービス『Crunchyroll』は本作品を「2010年代最高のアニメトップ100」に選出している。アメリカのゲームポータルサイト『IGN』は「2010年代最高のアニメシリーズ」の中に本作品を挙げ、「自然と友情を讃える素晴らしい作品」であると述べている。
『東京アニメアワードフェスティバル2019』で行われた、2018年度に最もアニメファンに愛されたアニメを決める「アニメ オブ ザ イヤー部門『みんなが選ぶベスト 100』」では、テレビ部門で本作品が第4位となっている。

## 各話リスト

### 第1期
| 第1話  | ふじさんとカレーめん               | 田中仁   | 京極義昭          | 京極義昭         | 佐々木睦美                                       | 2018年 1月4日 |
| 第2話  | ようこそ野クルへ！                 | 田中仁   | 京極義昭 金子伸吾 | 金子伸吾         | 堤谷典子                                         | 1月11日       |
| 第3話  | ふじさんとまったりお鍋キャンプ     | 田中仁   | 山崎雄太          | 岩崎太郎         | 青野厚司                                         | 1月18日       |
| 第4話  | 野クルとソロキャンガール           | 伊藤睦美 | 田村正文          | 則座誠           | 関口雅浩                                         | 1月25日       |
| 第5話  | 二つのキャンプ、二人の景色         | 伊藤睦美 | 京極義昭          | 鎌仲史陽         | 大島美和 堤谷典子                                | 2月1日        |
| 第6話  | お肉と紅葉と謎の湖                 | 田中仁   | 鎌仲史陽          | ながはまのりひこ | 竹島照子                                         | 2月8日        |
| 第7話  | 湖畔の夜とキャンプの人々           | 田中仁   | 山崎雄太          | 山崎雄太         | 大島美和 堤谷典子 星野守 佐々木睦美              | 2月15日       |
| 第8話  | テスト、カリブー、まんじゅううまい | 伊藤睦美 | 寺東克己          | 矢花馨           | 吉田肇 小川浩司 坪田慎太郎 千葉孝幸              | 2月22日       |
| 第9話  | なでしこナビと湯けむりの夜         | 田中仁   | 黒澤雅之          | ながはまのりひこ | 堤谷典子 大島美和 岩男貴志                       | 3月1日        |
| 第10話 | 旅下手さんとキャンプ会議           | 伊藤睦美 | 山崎雄太          | 山崎雄太         | しまだひであき 谷口義明 小田多恵子 津野満代      | 3月8日        |
| 第11話 | クリキャン！                       | 田中仁   | 金子伸吾          | 高野やよい       | 石川奨士 香田知樹 髙野ゆかり 二松真理 松本まみ子 | 3月15日       |
| 第12話 | ふじさんとゆるキャンガール         | 田中仁   | 京極義昭          | 京極義昭         | 大島美和 堤谷典子 佐々木睦美                     | 3月22日       |

### 第2期
| 第1話  | 旅のおともにカレーめん             | 田中仁   | 京極義昭          | 京極義昭          | 山下喜光 遠藤大輔 近藤律子                                                         | 2021年 1月7日 |
| 第2話  | 大晦日のソロキャンガール           | 田中仁   | 金子伸吾          | 金子伸吾          | 渡邉亜彩美 遠藤大輔 大島美和                                                       | 1月14日       |
| 第3話  | たなぼたキャンプと改めて思ったこと | 田中仁   | 京極義昭          | 岩崎太郎          | 渡邉亜彩美 遠藤大輔 近藤律子                                                       | 1月21日       |
| 第4話  | バイトのお金で何を買う？           | 田中仁   | 黒澤雅之          | 鈴木薫            | 竹本未希                                                                           | 1月28日       |
| 第5話  | カリブーくんと山中湖               | 伊藤睦美 | 神保昌登 廣冨麻由 | 神保昌登          | 山下喜光 北島勇樹                                                                  | 2月4日        |
| 第6話  | 大間々岬の冬                       | 伊藤睦美 | 神保昌登 廣冨麻由 | ながはまのりひこ  | 渡邉亜彩美 堤谷典子 北島勇樹 遠藤大輔                                              | 2月11日       |
| 第7話  | なでしこのソロキャン計画           | 田中仁   | 黒澤雅之          | 鈴木薫            | 竹本未希 田中織枝                                                                  | 2月18日       |
| 第8話  | ひとりのキャンプ                   | 田中仁   | 金子伸吾          | 相澤伽月          | 近藤律子 北島勇樹 堤谷典子 遠藤大輔                                                | 2月25日       |
| 第9話  | 冬の終わりと出発の日               | 田中仁   | 京極義昭          | ながはまのりひこ  | 山下喜光 北島勇樹 塚越修平 会沢佳奈                                                | 3月4日        |
| 第10話 | 伊豆キャン！はじまり               | 伊藤睦美 | 岩崎太郎          | 岩崎太郎          | 近藤律子 遠藤大輔 渡邉亜彩美 北島勇樹 堤谷典子 会沢佳奈                            | 3月11日       |
| 第11話 | 伊豆キャン!! みちゆき              | 伊藤睦美 | 田村正文          | 高野やよい        | 小園菜穂 北島勇樹 水竹修治 耳浦朋彰 石川奨士                                       | 3月18日       |
| 第12話 | 伊豆キャン!!! バースデー！         | 田中仁   | 葛谷直行 金子伸吾 | 金子伸吾          | 山下喜光 遠藤大輔 会沢佳奈 北島勇樹 山吉一幸 佐藤香織 近藤律子 塚越修平 渡邉亜彩美 | 3月25日       |
| 第13話 | ただいま                           | 田中仁   | 浅野景利 京極義昭 | 浅野景利 京極義昭 | 近藤律子 遠藤大輔 渡邉亜彩美 会沢佳奈 堤谷典子 井本美穂 塚越修平 山下喜光 北島勇樹 | 4月1日        |

### 第3期
| 第1話  | 次、どこ行こうか               | ピエール杉浦             | 登坂晋 小島正士       | 登坂晋                           | 富岡隆司 大野勉 佐藤弘明                                                                                | 豊田暁子 松尾真彦                                    | 2024年 4月4日 |
| 第2話  | プチキャンと庭キャン           | ブラジリィー・アン・山田 | 登坂晋 小島正士       | 鹿島典男                         | 大野勉 天野たつや 吉田ひろみ 森川侑紀 江湧 盖春垚 黄志龍                                                | まじろ いか かいち よぴ 瀬川健寿                     | 4月11日       |
| 第3話  | 出発！吊り橋の国               | ピエール杉浦             | 小島正士              | 島亜里紗 井之川慎太郎 本田遼太郎 | 北島勇樹 石山直美 吉田隆太 モリタユーシ 向川原憲 A-NIN 竹内アキラ りゅっち 赤尾良太郎 大野薫乃 日影工房 | 豊田暁子 松尾真彦 まじろ いか かいち よぴ 瀬川健寿   | 4月18日       |
| 第4話  | 畑薙アタック!!地獄のデスロード | ピエール杉浦             | 小島正士              | 堀内直樹                         | 吉田ひろみ 森川侑紀 江湧 盖春垚 葉増堯                                                                  | まじろ いか かいち よぴ                              | 4月25日       |
| 第5話  | 焚き火と牛まつり               | ブラジリィー・アン・山田 | 小島正士              | 鹿島典男                         | 富岡隆司 入江篤 日影工房                                                                                | 松尾真彦 まじろ いか かいち よぴ                     | 5月2日        |
| 第6話  | それじゃあまた、いつか         | ブラジリィー・アン・山田 | 日下部智津子 小島正士 | 永野孝明                         | 吉田巧介 福永純一 竹中大貴                                                                              | まじろ いか かいち よぴ                              | 5月9日        |
| 第7話  | ホラかホンマか回想キャンプ     | ピエール杉浦             | 小島正士              | ながはまのりひこ                 | モリタユーシ 吉田隆太 北島勇樹 大野勉 深川龍一 RadPlus                                                  | 豊田暁子 松尾真彦 まじろ いか かいち よぴ            | 5月16日       |
| 第8話  | めしテロはじまるよ!!           | 鈴森ゆみ                 | 小島正士              | 鈴木拓磨                         | 北島勇樹 KAGO あかみ 柏木彩花 車車人 蔡泓鏗                                                             | -                                                    | 5月23日       |
| 第9話  | ツーリングと桜めぐり           | ブラジリィー・アン・山田 | 室谷靖                | 徐伝峰                           | 林由香 浜平蒼生 高橋尚千 岸寛毅 田凱麗 鈴木FALCO 蔡鴻達                                                 | まじろ おさしみ丸 いか かいち よぴ                   | 5月30日       |
| 第10話 | ちくわと電車と千明のソロキャン | ピエール杉浦             | 奥山潔 新田千尋       | 小坂春女                         | 山中純子                                                                                                | -                                                    | 6月6日        |
| 第11話 | 思い出の風景                   | 鈴森ゆみ                 | 奥山潔 新田千尋       | 杉本研太郎                       | 佐藤弘明 モリタユーシ 吉田隆太 李少雷                                                                   | 豊田暁子 松尾真彦 まじろ おさしみ丸 いか かいち よぴ | 6月13日       |
| 第12話 | 4月2日、花見キャンプ           | ピエール杉浦             | 奥山潔 新田千尋       | 登坂晋                           | 北島勇樹 佐藤弘明 大野勉 吉田隆太 モリタユーシ 竹内アキラ 大野薫乃 シード 李少雷                        | 豊田暁子 松尾真彦 まじろ いか かいち よぴ 羽鳥       | 6月20日       |

### ショートアニメ
| 第1話           | ツナ缶のなぞ               | 伊藤睦美 | 神保昌登            | 神保昌登 | 山下喜光   | 2020年 1月6日 |
| 第2話           | ふじさんがたくさん         | 伊藤睦美 | 神保昌登            | 神保昌登 | 山下喜光   | 1月13日       |
| 第3話           | 激走！河口湖ラリー         | 伊藤睦美 | 神保昌登            | 神保昌登 | 山下喜光   | 1月20日       |
| 第4話           | ある日のしまりん           | 伊藤睦美 | 神保昌登            | 神保昌登 | 塚越修平   | 1月27日       |
| 第5話           | 真説・カチカチ山           | 伊藤睦美 | 神保昌登            | 神保昌登 | 近藤律子   | 2月3日        |
| 第6話           | あのころは、ふたりとも     | 伊藤睦美 | 神保昌登            | 神保昌登 | 近藤律子   | 2月10日       |
| 第7話           | ほうとう調理大作戦         | 伊藤睦美 | 神保昌登 藤木かほる | 神保昌登 | 山下喜光   | 2月17日       |
| 第8話           | ホラは世界を越えて         | 伊藤睦美 | 神保昌登 藤木かほる | 神保昌登 | 山下喜光   | 2月24日       |
| 第9話           | 静梨の乱II                 | 伊藤睦美 | 神保昌登 藤木かほる | 神保昌登 | 山下喜光   | 3月2日        |
| 第10話          | 氷穴こわい                 | 伊藤睦美 | 神保昌登 藤木かほる | 神保昌登 | 近藤律子   | 3月9日        |
| 第11話          | 旅のおわり                 | 伊藤睦美 | 神保昌登 藤木かほる | 神保昌登 | 近藤律子   | 3月16日       |
| 第12話          | へやキャン△                | 伊藤睦美 | 神保昌登 藤木かほる | 神保昌登 | 遠藤大輔   | 3月23日       |
| SPECIAL EPISODE | サウナとごはんと三輪バイク | 田中仁   | 京極義昭            | 京極義昭 | 佐々木睦美 | 4月29日       |

### 映像特典

#### 第1期
| 巻 | サブタイトル        | 脚本     | 絵コンテ | 演出     | 作画監督           |
| -- | ------------------- | -------- | -------- | -------- | ------------------ |
| 1  | へやキャン△episode0 | 伊藤睦美 | 小松達彦 | 小松達彦 | 谷口義明、伊礼えり |
| 2  | ほらキャン△         | 伊藤睦美 | 山崎雄太 | 星野美鈴 | 森悦史、青木真理子 |
| 3  | サバキャン△         | 伊藤睦美 | 小松達彥 | 京極義昭 | 佐々木睦美         |

#### 第2期
| 巻 | サブタイトル       | 脚本     | 絵コンテ | 演出     | 作画監督   |
| -- | ------------------ | -------- | -------- | -------- | ---------- |
| 1  | ミステリーキャンプ | 伊藤睦美 | 湊未來   | 相澤伽月 | 佐々木睦美 |
| 2  | 旅するしまりん     | 伊藤睦美 | 湊未來   | 相澤伽月 | 佐々木睦美 |

#### 第3期
| 巻 | サブタイトル                       | 脚本                     | 絵コンテ        | 演出   | 作画監督                       | 総作画監督        |
| -- | ---------------------------------- | ------------------------ | --------------- | ------ | ------------------------------ | ----------------- |
| 1  | 野クルのへや                       | ブラジリィー・アン・山田 | 奥山潔 新田千尋 | 北村将 | あきのいっせい 入江篤 吉田隆太 | 豊田暁子 松尾真彦 |
| 2  | あめキャン△                        | ブラジリィー・アン・山田 | 奥山潔 新田千尋 | 登坂晋 | 北島勇樹                       | 豊田暁子          |
| 3  | リンとなでしこの伊奈ヶ湖春キャンプ | ブラジリィー・アン・山田 | 山本茶々        | 登坂晋 | 富岡隆司                       | 松尾真彦          |

## 放送局
| 放送期間               | 放送時間                     | 放送局     | 対象地域 | 備考                                 |
| ---------------------- | ---------------------------- | ---------- | -------- | ------------------------------------ |
| 2018年1月4日 - 3月22日 | 木曜 23:00 - 23:30           | AT-X       | 日本全域 | 製作参加 / CS放送 / リピート放送あり |
|                        | 木曜 23:30 - 金曜 0:00       | TOKYO MX   | 東京都   |                                      |
| 2018年1月5日 - 3月23日 | 金曜 0:30 - 1:00（木曜深夜） | サンテレビ | 兵庫県   |                                      |
|                        | 金曜 1:00 - 1:30（木曜深夜） | KBS京都    | 京都府   |                                      |
|                        | 金曜 1:30 - 2:00（木曜深夜） | BS11       | 日本全域 | 製作参加 / BS放送 / 『ANIME+』枠     |

| 配信開始日    | 配信時間                     | 配信サイト |
| ------------- | ---------------------------- | --- |
| 2018年1月5日  | 金曜 12:00 更新              | dアニメストア |
|               | 金曜 23:00 - 23:30           | ニコニコ生放送 |
| 2018年1月9日  | 火曜 0:00（月曜深夜） 更新   | Amazon Prime Video J:COMオンデマンド みるプラス ビデオパス フジテレビオンデマンド U-NEXT アニメ放題 GYAO! バンダイチャンネル Hulu Google Play ひかりTV アクトビラ dTV ビデオマーケット Rakuten TV |
|               | 火曜 0:00 - 0:30（月曜深夜） | AbemaTV |
|               | 火曜 0:30（月曜深夜） 更新   | Abemaビデオ |
| 2018年1月10日 |                              | PlayStation Video |
| 2018年1月23日 | 火曜 0:00（月曜深夜） 更新   | GYAO!ストア |

| 放送期間                                     | 放送時間                                                 | 放送局       | 対象地域 | 備考                                                                    |
| -------------------------------------------- | -------------------------------------------------------- | ------------ | -------- | ----------------------------------------------------------------------- |
| 2021年1月7日 - 4月1日                        | 木曜 23:00 - 23:30                                       | AT-X         | 日本全域 | 製作参加 / CS放送 / リピート放送あり                                    |
|                                              | 木曜 23:30 - 金曜 0:00                                   | TOKYO MX     | 東京都   |                                                                         |
|                                              |                                                          | BS11         | 日本全域 | 製作参加 / BS放送 / 『ANIME+』枠                                        |
| 2021年1月8日 - 4月2日                        | 金曜 0:30 - 1:00（木曜深夜）                             | 岐阜放送     | 岐阜県   |                                                                         |
|                                              |                                                          | サンテレビ   | 兵庫県   |                                                                         |
|                                              | 金曜 1:00 - 1:30（木曜深夜）                             | KBS京都      | 京都府   |                                                                         |
| 2021年1月9日 - 4月10日                       | 土曜 9:30 - 10:00                                        | 山梨放送     | 山梨県   | 舞台地 /作者の居住地域/ 過去に同枠で第1期が再放送されていた時期がある。 |
| 2021年1月11日 - 4月5日                       | 月曜 0:00 - 0:30（日曜深夜）                             | 三重テレビ   | 三重県   |                                                                         |
| 2021年1月12日 - 1月26日2021年2月2日 - 4月6日 | 火曜 1:28 - 1:58（月曜深夜）火曜 1:20 - 1:50（月曜深夜） | 北海道テレビ | 北海道   |                                                                         |
| 2021年1月13日 - 4月7日                       | 水曜 1:55 - 2:25（火曜深夜）                             | 静岡放送     | 静岡県   | 舞台地 / 作者の出身地 / 『アニメ6区』枠 第1話のみ2:04 - 2:34枠にて放送  |

| 配信開始日    | 配信時間               | 配信サイト |
| ------------- | ---------------------- | --- |
| 2021年1月7日  | 木曜 23:30 更新        | dアニメストア |
|               | 木曜 23:30 - 金曜 0:00 | ABEMA |
| 2020年1月13日 | 水曜 更新              | Amazon Prime Video Netflix U-NEXT アニメ放題 J:COMオンデマンド みるプラス TELASA auスマートパスプレミアム ひかりTV FOD GYAO! バンダイチャンネル Hulu ムービーフルplus Google Play HAPPY!動画 TSUTAYA TV ニコニコチャンネル あにてれ Rakuten TV ビデオマーケット DMM.com GYAO!ストア |

| 放送期間                | 放送時間                     | 放送局       | 対象地域 | 備考                                            |
| ----------------------- | ---------------------------- | ------------ | -------- | ----------------------------------------------- |
| 2024年4月4日 - 6月20日  | 木曜 23:00 - 23:30           | AT-X         | 日本全域 | 製作参加 / CS放送 字幕放送 / リピート放送あり   |
|                         | 木曜 23:30 - 金曜 0:00       | TOKYO MX     | 東京都   |                                                 |
| 2024年4月5日 - 6月21日  | 金曜 0:00 - 0:30（木曜深夜） | BS11         | 日本全域 | 製作参加 / BS放送 / 『ANIME+』枠                |
|                         |                              | サンテレビ   | 兵庫県   |                                                 |
|                         | 金曜 0:30 - 1:00（木曜深夜） | KBS京都      | 京都府   |                                                 |
|                         | 金曜 2:25 - 2:55（木曜深夜） | 北海道テレビ | 北海道   |                                                 |
|                         | 金曜 2:35 - 3:05（木曜深夜） | テレビ愛知   | 愛知県   |                                                 |
| 2024年4月6日 - 6月22日  | 土曜 10:27 - 10:57           | 山梨放送     | 山梨県   | 舞台地 /作者の居住地域                          |
| 2024年4月7日 - 6月23日  | 日曜 2:05 - 2:35（土曜深夜） | テレビ新潟   | 新潟県   |                                                 |
| 2024年4月10日 - 6月26日 | 水曜 1:55 - 2:25（火曜深夜） | 静岡放送     | 静岡県   | 舞台地 / 作者の出身地 / 『スーパーアニメ6区』枠 |

| 配信開始日   | 配信時間                   | 配信サイト |
| ------------ | -------------------------- | --- |
| 2024年4月4日 | 木曜 23:30 更新            | dアニメストア |
|              | 木曜 23:30 - 金曜 0:00     | ABEMA |
|              | 金曜 0:00（木曜深夜） 更新 | ABEMAビデオ |
| 2024年4月9日 | 火曜 23:30 更新            | ニコニコチャンネル |
|              | 火曜 23:30 - 水曜 0:00     | ニコニコ生放送 |
|              | 火曜 順次更新              | U-NEXT アニメ放題 Amazon Prime Video DMM TV FOD Hulu J:COMオンデマンド みるプラス TELASA auスマートパスプレミアム バンダイチャンネル HAPPY!動画 |

| 放送期間                | 放送時間           | 放送局   | 対象地域 | 備考                                 |
| ----------------------- | ------------------ | -------- | -------- | ------------------------------------ |
| 2020年1月6日 - 3月23日  | 月曜 20:55 - 21:00 | AT-X     | 日本全域 | 製作参加 / CS放送 / リピート放送あり |
|                         | 月曜 21:54 - 22:00 | TOKYO MX | 東京都   |                                      |
|                         |                    | BS11     | 日本全域 | 製作参加 / BS放送 / 『ANIME+』枠     |
| 2020年1月12日 - 3月29日 | 日曜 11:25 - 11:30 | 山梨放送 | 山梨県   |                                      |

| 配信開始日    | 配信時間        | 配信サイト |
| ------------- | --------------- | --- |
| 2020年1月6日  | 月曜 21:54 更新 | dアニメストア |
| 2020年1月11日 | 土曜 更新       | J:COMオンデマンド みるプラス ビデオパス auスマートパスプレミアム U-NEXT アニメ放題 GYAO! ニコニコチャンネル ひかりTV AbemaTV Amazon Prime Video あにてれ バンダイチャンネル Hulu Google Play アクトビラ Rakuten TV ビデオマーケット GYAO!ストア FOD |

## BD / DVD
| 巻     | 発売日         | 収録話         | 規格品番    | 規格品番    |
| 巻     | 発売日         | 収録話         | BD          | DVD         |
| ------ | -------------- | -------------- | ----------- | ----------- |
| 1      | 2018年3月28日  | 第1話 - 第4話  | AMUANM-2700 | AMUANM-2701 |
| 2      | 2018年5月23日  | 第5話 - 第8話  | AMUANM-2704 | AMUANM-2705 |
| 3      | 2018年7月25日  | 第9話 - 第12話 | AMUANM-2708 | AMUANM-2709 |
| BD-BOX | 2020年12月16日 | 本編全12話     | AMUANM-2740 | -           |

| 巻     | 発売日         | 収録話         | 規格品番    | 規格品番    |
| 巻     | 発売日         | 収録話         | BD          | DVD         |
| ------ | -------------- | -------------- | ----------- | ----------- |
| 1      | 2021年3月24日  | 第1話 - 第4話  | AMU-ANM3411 | AMU-ANM3412 |
| 2      | 2021年5月26日  | 第5話 - 第8話  | AMU-ANM3421 | AMU-ANM3422 |
| 3      | 2021年7月28日  | 第9話 - 第13話 | AMU-ANM3431 | AMU-ANM3432 |
| BD-BOX | 2023年12月20日 | 本編全13話     | AMU-ANM4910 | -           |

| 巻 | 発売日         | 収録話         | 規格品番    | 規格品番    |
| 巻 | 発売日         | 収録話         | BD          | DVD         |
| -- | -------------- | -------------- | ----------- | ----------- |
| 1  | 2024年6月26日  | 第1話 - 第4話  | AMU-ANM4511 | AMU-ANM4512 |
| 2  | 2024年8月28日  | 第5話 - 第8話  | AMU-ANM4521 | AMU-ANM4522 |
| 3  | 2024年10月23日 | 第9話 - 第12話 | AMU-ANM4531 | AMU-ANM4532 |

| 巻 | 発売日        | 収録話                           | 規格品番    | 規格品番    |
| 巻 | 発売日        | 収録話                           | BD          | DVD         |
| -- | ------------- | -------------------------------- | ----------- | ----------- |
|    | 2020年5月27日 | 第1話 - 第12話, +SPECIAL EPISODE | AMUANM-3311 | AMUANM-3312 |

## 関連番組
各務原なでしこ役の花守ゆみりがソロキャンプに挑戦する『花守ゆみり はじめてのキャンプ入門』が、2017年12月2日よりAT-X『Club AT-X すずまお荘』内にて放送されており、YouTubeでは同年11月24日よりショートバージョンが配信されている。
また、2020年のエイプリルフールにあわせた企画として、ナレーション担当の大塚明夫がソロキャンプを行う動画『あきキャン△』が全3作で公開された。当初は4月一杯の公開を予定していたが、後に5月6日まで延長された。

## Webラジオ
花守ゆみりがパーソナリティを務める『らじキャン△〜ゆるキャン△情報局〜』が、2018年7月12日より音泉にて月1回で配信されている。本配信に先駆けて、2018年6月14日にSP回（6月10日に行われた公開録音の音源）が配信された。同年7月15日には『インターネットラジオステーション＜音泉＞27時間ニコ生放送』内にて『らじキャン△〜ゆるキャン△情報局〜ニコ生スペシャル』が動画生配信された。

## 劇場アニメ
『映画 ゆるキャン△』（えいが ゆるキャン）が、2022年7月1日に松竹の配給により公開されている。
2018年10月7日に開催されたイベント「ゆるキャン 秘密結社ブランケット入団説明会 2018 Autumn」にて制作が発表され、2021年4月1日にタイトルと公開時期・スタッフが発表された。テレビアニメの制作スタッフ全員が引き続き続投となり、同時に京極によるコンセプトビジュアルも同時に公開された。同年10月9日にはメインキャラクター5人が描かれたティザービジュアルが公開された。
2022年6月1日に本予告とストーリーが公開された。原作者のあfろの監修の元、大人になった主要人物5人が自らの手でキャンプ場を作り上げるという映画オリジナルストーリーとなっている。
公開時の入場者先着特典として、あfろによる24ページの新作描き下ろしエピソード「リンとなでしこの伊奈ヶ湖春キャンプ」、映画版のキャラクター原案資料、テレビアニメ版のストーリーガイドなどが収録されたコミックス13.5巻が配布された。以降、一定期間毎で来場者特典は変わっている。
2022年8月26日には舞台地の一つである東京都昭島市のMOVIX昭島にて大ヒット御礼舞台挨拶が行われ、当日はなでしこ役の花守ゆみりと、テレビドラマ版でなでしこを演じた大原優乃が登壇した。
2022年9月30日から、ドルビーシネマ版の上映を開始した。同年10月27日に劇場公開を終了し、11月4日よりAmazon Prime Videoで見放題独占配信が開始されている

### ストーリー（劇場アニメ）
本編から数年経った時代、大人になったリンは名古屋にある小さな出版社に就職、一宮市で一人暮らしを送っていた。
ある日ツーリングの計画を立てていると、千明から名古屋を訪れている旨のメッセージが届く。再会した千明は東京のイベント会社に勤めていたが、Uターン転職し山梨の観光推進機構に勤めており、今は数年前に閉鎖された施設の再開発計画を担当していた。その話を聞いたリンが「こんなに広い敷地なら、キャンプ場にでもすればいいじゃん」と何気なく言ったところ、千明が直ちに行動に乗り出す。
そして、東京のアウトドア用具店に勤めるなでしこ、山梨で小学校教師になっていたあおい、横浜でトリマーとして働いている恵那を呼び集め、かつてのキャンプ仲間自らの手によるキャンプ場開発計画が始まることになる。

### スタッフ（劇場アニメ）
- 原作 - あfろ[6][7]
- 監督 - 京極義昭[6][7]
- 脚本 - 田中仁、伊藤睦美[6][7]
- キャラクターデザイン - 佐々木睦美[6][7]
- プロップデザイン - 井本美穂、堤谷典子[91]
- メカデザイン - 遠藤大輔、丸尾一[91]
- 2Dデザイン - 半谷恵介
- 絵コンテ - 山下喜光、黒澤雅之、浅野景利、金澤洪充、川面真也、田村正文、高村雄太、京極義昭
- 演出 - 浅野景利、高野やよい、橋本能理子、川面真也、田村正文、金子伸吾、京極義昭
- 総作画監督 - 佐々木睦美、渡邉亜彩美
- プロップ作監 - 井本美穂
- メカ作監 - 丸尾一、遠藤大輔
- 作画監督 - 堤谷典子、遠藤大輔、近藤律子、山下喜光、会沢佳奈、井本美穂、渡辺優奈、足立明日美、桐山染利、渡邉亜彩美、石川奨士、高野やよい、高橋道子、耳浦朋彰、吉岡勝、宇良隆太、金内恵美里、澤入祐樹、野田めぐみ
- 色彩設計 - 水野多恵子[91]
- 美術監督 - 海野よしみ[91]
- 美術設定 - 長澤順子
- 3DCG - 平川典史
- 撮影監督 - 田中博章[91]
- デジタルワーク - C-Station digital[91]
- CGワーク - 平川典史[91]
- 音響監督 - 高寺たけし[91]
- 音響制作 - HALF H・P STUDIO[91]
- 音楽 - 立山秋航[91]
- 音楽プロデューサー - 村上純
- 音楽制作 - MAGES.[91]
- チーフプロデューサー - 安藤盛治
- プロデューサー - 綾野佳菜子、黒田悠生、渡瀬昌之、大和田智之、下里悟、奥村葉、小澤文啓、肥沼侑里、澤井美舞
- アニメーションプロデューサー - 丸亮二
- アニメーション制作 - C-Station[6][7]
- 配給 - 松竹[6][99]
- 製作 - 野外活動委員会[注 1]

### 登場人物
- 各務原なでしこ - 花守ゆみり[100]
- 志摩リン - 東山奈央[100]
- 大垣千明 - 原紗友里[100]
- 犬山あおい - 豊崎愛生[100]
- 斉藤恵那 - 高橋李依[100]
- 土岐綾乃 - 黒沢ともよ[100]
- 各務原桜 - 井上麻里奈[100]
- 鳥羽美波 - 伊藤静[100]
- 犬山あかり - 松田利冴[100]
- 各務原静花 - 山本希望[100]
- 各務原修一郎 - 大畑伸太郎[100]
- 志摩咲 - 水橋かおり[100]
- 志摩渉 - 櫻井孝宏[100]
- 刈谷 - 利根健太朗[100]

リンの先輩記者で、アフロヘアに細身の風貌。リンにとっては直接の上司でもあり、営業部から編集部に移ったばかりの彼女の仕事のフォロー役も。リンが千明に引きこまれて立ち上げたプロジェクトについて特集することを発案し、彼女のレポ作成にも協力するほか、編集長とともにリンの仕事も一部肩代わりしていた。リンがこのことを知り、迷惑をかけてしまったことを気にするが、彼からの言葉で、時には仲間を頼ることが必要であると気づくきっかけともなる。
- 編集長 - 青山穣[100]

リンが携わるタウン情報誌の編集長。リンたちのキャンププロジェクトの特集に許可を出す。そのプロジェクト発足後は刈谷とともにリンの仕事をフォローしていた。
- 白川 - 上田燿司[100]

観光推進機構に勤める千明の上司。千明に廃墟になった施設の開発について発案を求めていた。
- 本栖湖キャンプ場の管理人 - 平野俊隆[100]

キャンプ場運営の準備を進めるためにアドバイスを聞きに来たリンについて、キャンプ場運営のアドバイスをする。
- 小牧店長 - 依田菜津[100]

なでしこが勤めるアウトドアショップの店長。なでしこの上司。キャンプ用品を買いに来たカップルにもっといい商品があると、となりの店の商品を紹介してしまうようななでしこであるが、彼女ついて信頼を置いており、店内のテント設営から焚火台の設置なども彼女に任せている。
- 岡崎さん - 多田野曜平

千明が観光推進機構で働き始めてからの知人で、千明の仕事についても地元の人間として色々と協力してもらっている。廃墟となっていた施設近くで農業を営んでおり、草刈りなどの整備に協力。
- ジンジャーくん

山梨県の観光案内・イベント用ロボット。リモート操作で動き、じゃんけんが楽しめる程度の機能。また映像カメラが付いており、モニターを通してカメラ映像を観ることができる。県庁の狭い倉庫（のちに閉鎖された施設のキャンプ場計画の会議室）の片隅に放置されていたが、施設荒らしの犯人捜し（狸の親子）などに活用。
- ナレーション/新城肇 - 大塚明夫[100]

### 主題歌（劇場アニメ）
Sun Is Coming Up
亜咲花によるオープニングテーマ。作詞は永塚健登、作曲と編曲は永塚健登と立山秋航。
ミモザ
佐々木恵梨によるエンディングテーマ。作詞は佐々木恵梨、作曲と編曲は佐々木恵梨と中村ヒロ。

### 興行成績
121スクリーンと小規模での上映となったが、公開初日の2022年7月1日からの3日間で動員25万1138人、興行収入3億5140万7900円を記録、興行通信社による週末映画観客動員ランキングで第3位、邦画の中では第1位にランクインした。スクリーンアベレージも181万1249円を記録しており、好スタートを切るかたちとなった。
8月22日時点で累計観客動員数が69万6133人に達し、累計興行収入も10億175万円と公開から約2か月で10億円を突破、最終興収は10億8100万円を記録した。

### 放送リスト
| 回数 | 放送局 | 放送日        | 放送時間 (JST) | 放送分数 | 備考         |
| ---- | ------ | ------------- | -------------- | -------- | ------------ |
| 1    | AT-X   | 2024年3月24日 | 18:55 - 21:00  | 125分    | テレビ初放送 |